# 杜維氏光鰓魚
杜維氏光鰓魚（學名：Chromis durvillei），又稱杜維氏光鰓雀鯛，是輻鰭魚綱鱸形目雀鯛科光鰓魚屬的其中一種，分布於西印度洋法屬留尼旺海域，體長可達7.6公分，棲息在礁石區，以浮游生物為食，繁殖期時成對出現，雄魚會守護卵直到孵化，生活習性不明。